# Nazistisk talsymbolik
Nazister har tit brugt talsymbolik for at symbolisere forskellige ord. Dette skyldes, at mange nazistiske symboler er forbudte i lande som Sverige og Tyskland, samt at nazisterne har mødt modstand fra forskellige sider ved åben brug af de normalt kendte nazisymboler. Derfor har de opfundet forskellige talkoder, som er kendte i deres egne kredse, men lidet kendte for andre. 
Talkoderne er ofte forbogstaverne i nogle bestemte ord. De bruges også af og til i forbindelse med hinanden, f.eks. 14/88.

## Talsymbolik

### 14 – De 14 ord
Tallet 14 står for de såkaldte "14 ord" - "Vi må sikre eksistensen af vores folk og en fremtid for hvide børn" - som blev skrevet af David Lane fra den nazistiske amerikanske terrororganisation "The Order": "We must secure the existence of our people and a future for White children" 

### 18 – Adolf Hitler
Tallet 18 står for det 1. og 8. bogstav i alfabetet, og refererer altså til Adolf Hitler, da det ligeså er forbogstaverne i hans navn (A og H).

### 28 – Blood & Honour
Tallet 28 symboliserer det 2. og det 8. bogstav i alfabetet, hvilket er forbogstaverne for Blood & Honour (B og H).

### 46 – Dansk Front
Tallet 46 symboliserer det 4. og det 6. bogstav i alfabetet, hvilket er forbogstaverne for Dansk Front (D og F).

### 88 – Heil Hitler
Tallet 8 står for det 8. bogstav i alfabetet, hvilket er forbogstaverne i ordet "Heil Hitler" (H og H).